# 航空航天安全研究中心
航空航天安全研究中心 （縮寫為）是位于巴基斯坦伊斯兰堡的独立研究中心。CASS由巴基斯坦空军于2019年7月成立，专门研究航空航天，航空工业，国家安全，学说，经济学等领域。CASS的目标是从全球和独特的角度，就与航空航天和国际安全有关的问题，从近期和长期的角度，提供独立的见解和分析，以便为来自世界各地思想家，政策制定者，学者和专业人士的讨论提供参考。目标是通过定期和主动地通过直接和间接参与进行传播的详细研究来做到这一点。